# Рана
Ра́на (лат. vulnus, eris n.) — нарушение анатомической целостности покровных или внутренних тканей на всю их толщину, а иногда также и внутренних органов, вызванное механическим воздействием. Отличительные признаки: боль, кровотечение, зияние.

## Классификация
В зависимости от условий возникновения раны подразделяют на:
- резаные (vulnus incisum) — нанесённые скользящим движением тонкого острого предмета,
- колотые (vulnus punctum) — нанесённые предметом с небольшим поперечным сечением,
- колото-резаные — нанесённые острыми предметами с режущими краями,
- рваные (vulnus laceratum) — вследствие перерастяжения тканей,
- укушенные (vulnus morsum) — нанесённые зубами животных или человека (не обязательно вследствие укуса),
- рубленые (vulnus caesum) — нанесённые тяжёлым острым предметом,
- размозжённые (vulnus conquassatum) — характеризуются раздавливанием и разрывом тканей,
- ушибленные (vulnus contusum) — от удара тупым предметом с одновременным ушибом окружающих тканей,
- огнестрельные (vulnus sclopetarium) — от огнестрельного оружия или осколков боеприпасов взрывного действия,
- скальпированные — с полным или почти полным отделением лоскута кожи,
- операционные, или хирургические (vulnus operativum seu chirurgicum) — во время хирургической операции,
- отравленные — содержащие яд, попавший в рану в результате укуса животных или человеческой деятельности.

По степени загрязнения рану можно классифицировать на:
- чистую рану — делается в стерильных условиях, где нет организмов, и кожа может зажить без осложнений,
- загрязнённую рану — обычно в результате случайной травмы; в ране присутствуют патогенные организмы и инородные тела,
- заражённую рану — в ране присутствуют и размножаются патогенные организмы, проявляющие клинические признаки инфекции (появление жёлтого цвета, болезненность, покраснение, гной),
- колонизированную рану — это хроническая ситуация, содержащая патогенные организмы, трудно поддающиеся лечению (пролежни).

По длительности существования:
- острые,
- хронические.

Хронической раной сейчас принято называть рану, существующую более 3 недель, или рану, неспособную пройти через последовательный процесс восстановления анатомической целостности и поддержания функционального результата.

## Заживление
| Рана руки                             |   |    |    |
|                                       |   |    |    |
| Приблизительно дней после повреждения |   |    |    |
| 0                                     | 3 | 17 | 30 |

Заживление ран — регенеративный процесс, при котором ткани тела восстанавливаются после повреждений. Процесс заживления делится на фазы: свертывание крови, воспаление, рост и воссоздание тканей.